# Béthisy-Saint-Martin
Pour les articles homonymes, voir Béthisy.
Béthisy-Saint-Martin est une commune française située dans le département de l'Oise, en région Hauts-de-France.
Ses habitants sont appelés les Béthisiens.

## Géographie

### Description

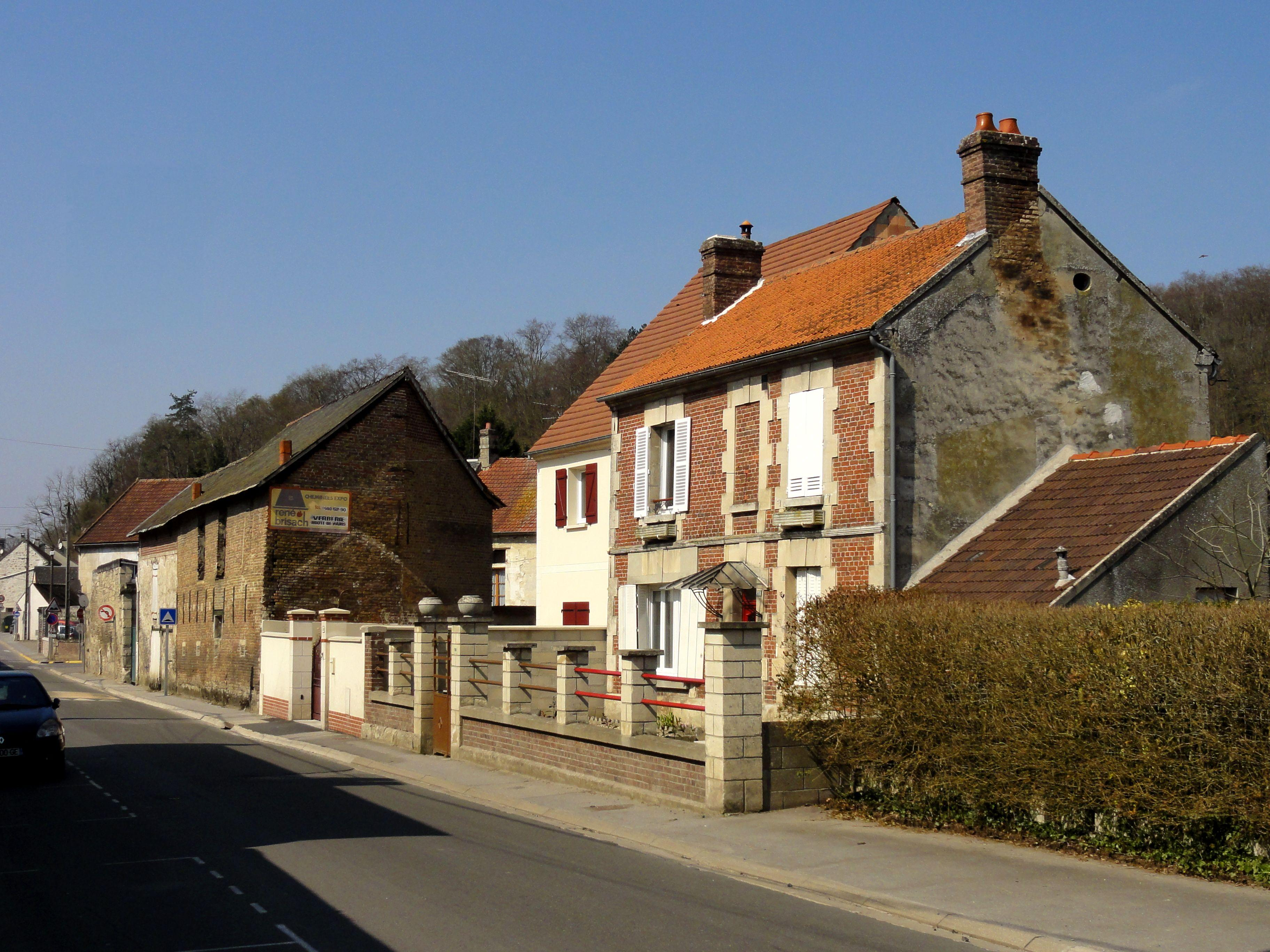
Ambiance de la commune : la rue de Crépy

Béthisy-Saint-Martin est un bourg picard de la vallée de l'Automne situé à 20 km au nord-est  de Senlis, 13 km au sud de Compiègne, 38 km à l'ouest de Soissons et à 60 km au nord-est de Paris.
Le bourg est traversé par la chaussée Brunehaut, une ancienne voie romaine qui reliait Senlis à Soissons et  désormais transformée en voie verte.
Le territoire communal est traversé par la Ligne d'Ormoy-Villers à Boves.
Au milieu du XIXe siècle, Louis Graves indiquait « Le territoire, traversé par la vallée d'Autonne , s'étend vers le nord jusqu'à la forêt de Compiègne, tandis qu'il comprend au midi une partie de la plaine qu'on appelait autrefois le Longmont ; les pentes de la vallée sont divisées par deux ravins , l'un descendant du nord vers le village, et l'autre arrivant du Longmont sur la limite occidentale vis-à-vis Béthisy-Saint-Pierre ».
Par ailleurs, le village de Béthisy-Saint-Martin est connu dans les milieux sportifs de cyclistes picards pour sa côte. Cette dernière débute après l'église Saint-Martin et le passage à niveau. Avec ses trois épingles à cheveux, sa pente moyenne de 5,6% (digne de certains cols alpins) et son kilomètre de long, elle est un lieu très emprunté à vélo. Son passage dans la forêt puis son arrivée sur les champs offrent différentes perspectives de la nature picarde aux visiteurs, révélant la douceur et la flore de la région.

### Communes limitrophes
|                      |                      |          |
| Béthisy-Saint-Pierre | Béthisy-Saint-Martin | Orrouy   |
| Néry                 | Rocquemont           | Glaignes |

### Hydrographie

#### Réseau hydrographique
La commune est située dans le bassin Seine-Normandie. Elle est drainée par l'Automne et le cours d'eau 01 de la commune d'Orrouy,,.
L'Automne, d'une longueur de 34 km, prend sa source dans la commune de Villers-Cotterêts et se jette  dans l'Oise (rive gauche) à Longueil-Sainte-Marie, après avoir traversé 19 communes. Le lit de l'Automne est constitué de nombreux méandres qui laissent ses abords marécageux. Les caractéristiques hydrologiques de l'Automne sont données par la station hydrologique située sur la commune de Saintines. Le débit moyen mensuel est de 1,99 m3/s. Le débit moyen journalier maximum est de 7,07 m3/s, atteint lors de la crue du 22 mars 2001. Le débit instantané maximal est quant à lui de 7,86 m3/s, atteint le 9 mai 1988.
la commune est aussi un lieu de pêche de première catégorie.

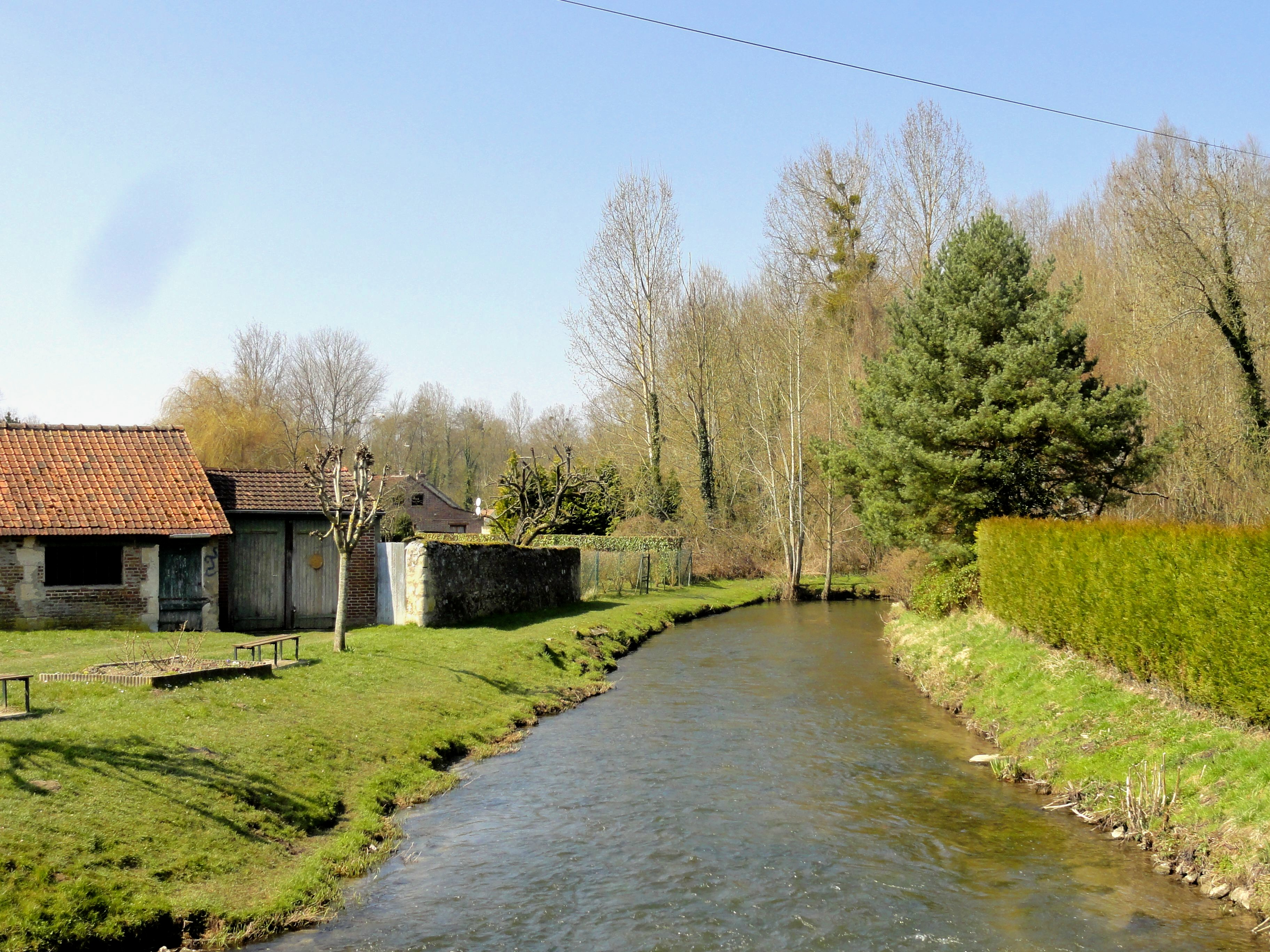
L'Automne à Béthisy-Saint-Martin
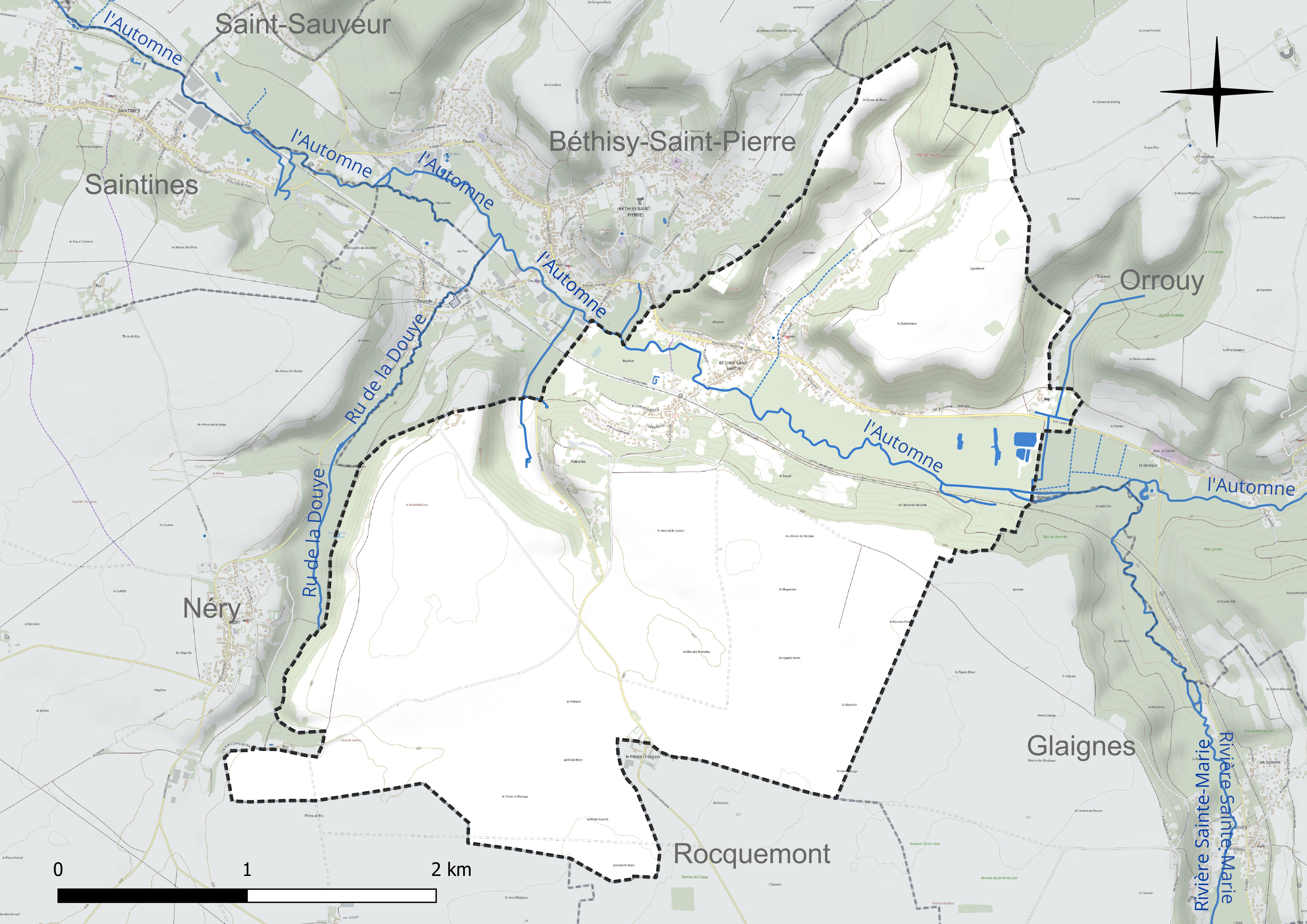
Réseau hydrographique de Béthisy-Saint-Martin.

#### Gestion et qualité des eaux
Le territoire communal est couvert par le schéma d'aménagement et de gestion des eaux (SAGE) « Sensée ». Ce document de planification concerne un territoire de 287 km2 de superficie, délimité par le bassin versant de l'Automne. Le périmètre a été arrêté le 28 mai 1996 et le SAGE proprement dit a été approuvé le 16 décembre 2003 puis révisé le 10 mars 2016. La structure porteuse de l'élaboration et de la mise en œuvre est le syndicat d'aménagement et de gestion des eaux du Bassin Automne (S.A.G.E.B.A). 
La qualité des cours d'eau peut être consultée sur un site dédié géré par les agences de l'eau et l'Agence française pour la biodiversité. 

### Climat
Pour des articles plus généraux, voir Climat des Hauts-de-France et Climat de l'Oise.
En 2010, le climat de la commune est de type climat océanique dégradé des plaines du Centre et du Nord, selon une étude du CNRS s'appuyant sur une série de données couvrant la période 1971-2000. En 2020, Météo-France publie une typologie des climats de la France métropolitaine dans laquelle la commune est dans une zone de transition entre le climat océanique et le climat océanique altéré et est dans la région climatique  Nord-est du bassin Parisien, caractérisée par un ensoleillement médiocre, une pluviométrie moyenne régulièrement répartie au cours de l'année et un hiver froid (3 °C). 
Pour la période 1971-2000, la température annuelle moyenne est de 10,6 °C, avec une amplitude thermique annuelle de 15,3 °C. Le cumul annuel moyen de précipitations est de 719 mm, avec 11,1 jours de précipitations en janvier et 8,4 jours en juillet. Pour la période 1991-2020, la température moyenne annuelle observée sur la station météorologique la plus proche, située sur la commune de Margny-lès-Compiègne à 15 km à vol d'oiseau, est de 11,2 °C et le cumul annuel moyen de précipitations est de 633,5 mm,. Pour l'avenir, les paramètres climatiques de la commune estimés pour 2050 selon différents scénarios d'émission de gaz à effet de serre sont consultables sur un site dédié publié par Météo-France en novembre 2022.

### Milieux naturels et biodiversité
La faune et la flore sont particulièrement riches à Béthisy-Saint-Martin : salamandre noire marbrée jaune, lézard vert, mante religieuse sont fréquents, les grillons sont légion sur les coteaux sud très chauds ainsi que les orchidées. Sur le plateau agricole, culminent les cultures betteravières, blé, maïs et colza avec en bordure des zones naturelles classées : Natura 2000, zones d'intérêt écologique, corridors faune flore et, en fond de vallée, de zones humides.
L'ancienne carrière de calcaire de Béthisy-Saint-Martin abrite des chauves-souris (petits rhinolophes, grand murin) durant l'hiver. En 2021, il en a été compté 122, en légère croissance par rapport à 2015 où elles étaient 117. Le site, partiellement privé, est géré par le Conservatoire d'espaces naturels des Hauts-de-France, qui en assure la protection. L'accès est interdit.

## Urbanisme

### Typologie
Au 1er janvier 2024, Béthisy-Saint-Martin est catégorisée petite ville, selon la nouvelle grille communale de densité à sept niveaux définie par l'Insee en 2022.
Elle appartient à l'unité urbaine de Béthisy-Saint-Pierre, une agglomération intra-départementale regroupant deux  communes, dont elle est une commune de la banlieue,,. Par ailleurs la commune fait partie de l'aire d'attraction de Paris, dont elle est une commune de la couronne,. 

### Occupation des sols
L'occupation des sols de la commune, telle qu'elle ressort de la base de données européenne d'occupation biophysique des sols Corine Land Cover (CLC), est marquée par l'importance des territoires agricoles (68,8 % en 2018), une proportion identique à celle de 1990 (68,8 %). La répartition détaillée en 2018 est la suivante : 
terres arables (62,1 %), forêts (26,7 %), zones agricoles hétérogènes (4,7 %), zones urbanisées (4,5 %), prairies (2 %). L'évolution de l'occupation des sols de la commune et de ses infrastructures peut être observée sur les différentes représentations cartographiques du territoire : la carte de Cassini (XVIIIe siècle), la carte d'état-major (1820-1866) et les cartes ou photos aériennes de l'IGN pour la période actuelle (1950 à aujourd'hui).

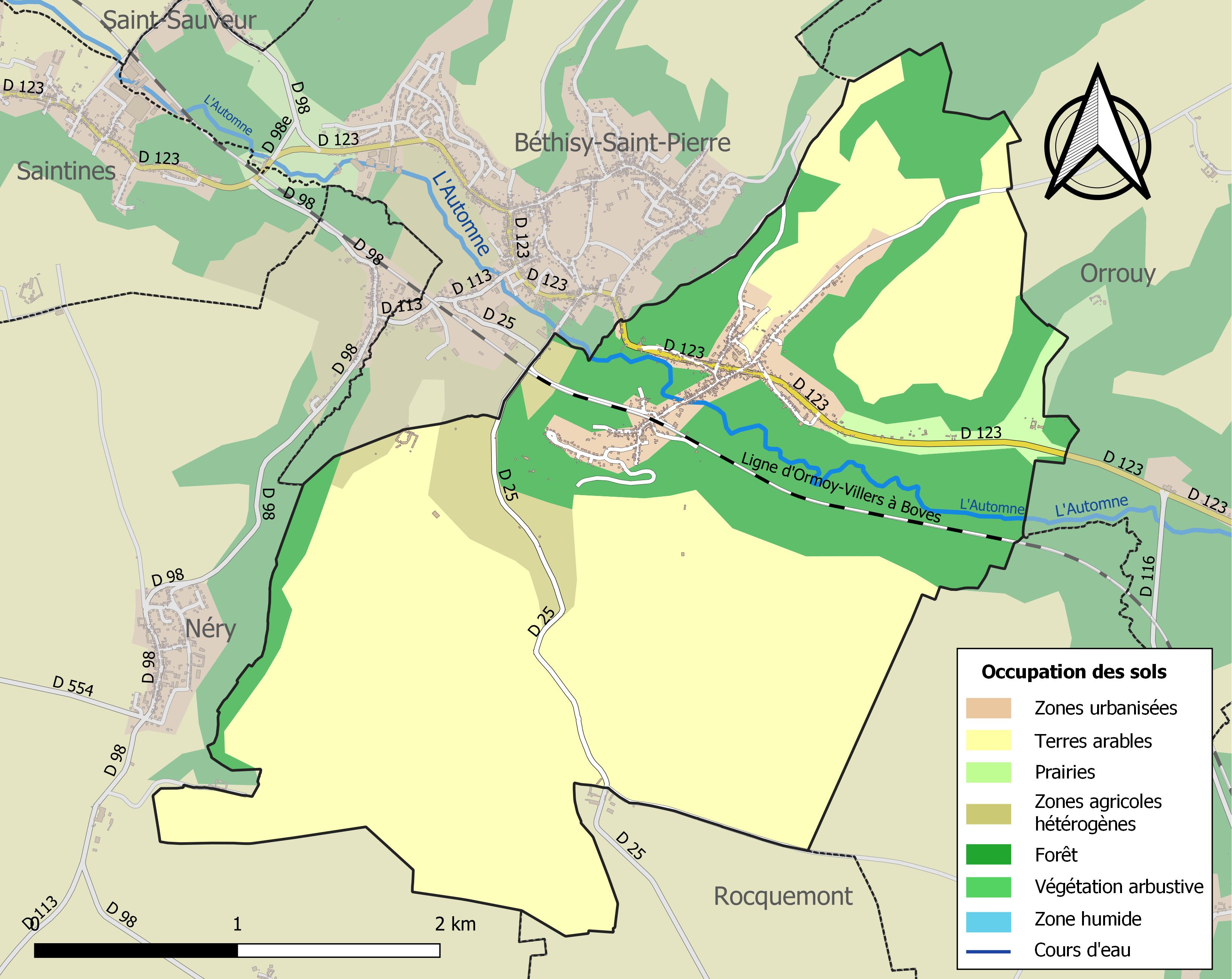
Carte des infrastructures et de l'occupation des sols de la commune en 2018 (CLC).

### Habitat et logement
En 2018, le nombre total de logements dans la commune était de 483, alors qu'il était de 473 en 2013 et de 465 en 2008.
Parmi ces logements, 88,2 % étaient des résidences principales, 3,5 % des résidences secondaires et 8,3 % des logements vacants. Ces logements étaient pour 93,4 % d'entre eux des maisons individuelles et pour 6,6 % des appartements.
Le tableau ci-dessous présente la typologie des logements à Béthisy-Saint-Martin en 2018 en comparaison avec celle de l'Oise et de la France entière. Une caractéristique marquante du parc de logements est ainsi une proportion de résidences secondaires et logements occasionnels (3,5 %) supérieure à celle du département (2,5 %) et à celle de la France entière (9,7 %). Concernant le statut d'occupation de ces logements, 82,4 % des habitants de la commune sont propriétaires de leur logement (82 % en 2013), contre 61,4 % pour l'Oise et 57,5 pour la France entière.
| Typologie                                               | Béthisy-Saint-Martin | Oise | France entière |
| ------------------------------------------------------- | -------------------- | ---- | -------------- |
| Résidences principales (en %)                           | 88,2                 | 90,4 | 82,1           |
| Résidences secondaires et logements occasionnels (en %) | 3,5                  | 2,5  | 9,7            |
| Logements vacants (en %)                                | 8,3                  | 7,1  | 8,2            |

### Voies de communication et transports
La commune est desservie, en 2023, par la ligne 105 du réseau TIC et la ligne 13 du service AlloTIC. Elle est également desservie par les lignes 641 et 6441 du réseau interurbain de l'Oise.

## Toponymie
Le nom de la localité est attesté sous les formes altare Bestisiacense (1139); juxta Bestisi (1148) ; Bestisiaco (1182) ; Bistisiacum (1189) ; Bestizi (1205) ; Bistisiacum sancti Martini (vers 1230) ; apud Bestiziacum (1250); Besthesy en Valois (1474) ; Saint Martin de Bethisy (1560) ; Saint Martin la Commanderie (1580) ; Saint Martin (1667); Saint Martin de Bethisi (XVIIe) ; Durant la Révolution française, la commune porte le nom de Béthisy sur Autonne (1794) ; Béthisy-Saint-Martin (1840).
L'église Saint-Martin avait le titre de paroisse dès l'année 1060.

## Histoire
Un pont sur l'Automne existait déjà à l'époque Gallo-Romaine, et les éléments archéologiques retrouvés démontrent que le lieu était occupé depuis plusieurs millénaires.
Béthisy-Saint-Martin et Béthisy-Saint-Pierre forment au Moyen Âge une communauté villageoise unique appelée simplement Béthisy. Le noyau historique de Béthisy se situe du côté de Saint-Martin.
Au milieu du XIXe siècle, le village comptait un moulin à huile, deux moulins à blé, une scierie hydraulique et une carrière. La population comprenait des vanniers, des tisserands et des agriculteurs.

## Politique et administration

### Rattachements administratifs et électoraux

#### Rattachements administratifs
La commune se trouve dans l'arrondissement de Senlis du département de l'Oise.
Elle faisait partie depuis 1801 du canton de Crépy-en-Valois. Dans le cadre du redécoupage cantonal de 2014 en France, cette circonscription administrative territoriale a disparu, et le canton n'est plus qu'une circonscription électorale.

#### Rattachements électoraux
Pour les élections départementales, la commune fait partie depuis 2014 d'un nouveau  canton de Crépy-en-Valois
Pour l'élection des députés, elle fait partie de la cinquième circonscription de l'Oise.

### Intercommunalité
Béthisy-Saint-Martin était membre de la petite communauté de communes de la Basse Automne, un établissement public de coopération intercommunale (EPCI) à fiscalité propre créé en 1998 et auquel la commune avait transféré un certain nombre de ses compétences, dans les conditions déterminées par le code général des collectivités territoriales.
Dans le cadre des dispositions de la loi portant nouvelle organisation territoriale de la République du 7 août 2015, qui prévoit que les établissements publics de coopération intercommunale (EPCI) à fiscalité propre doivent avoir un minimum de 15 000 habitants, cette intercommunalité a fusionné avec sa voisine pour former, le 1er janvier 2017, la communauté d'agglomération dénommée Agglomération de la Région de Compiègne et de la Basse Automne, dont est désormais membre la commune.

### Liste des maires
| Période                                  | Période                       | Identité         | Étiquette | Qualité                         |
| ---------------------------------------- | ----------------------------- | ---------------- | --------- | ------------------------------- |
| Les données manquantes sont à compléter. |                               |                  |           |                                 |
| vers mai 1888                            | après 1890                    | Gérard de Séroux |           |                                 |
| avant 1988                               |                               | Marcel Neudorff  |           |                                 |
| Les données manquantes sont à compléter. |                               |                  |           |                                 |
|                                          | mars 2001                     | Michel Lesueur   |           |                                 |
| mars 2001                                | 2014                          | Jacques Caron    | DVG       |                                 |
| 2014                                     | En cours (au 8 novembre 2021) | Alain Dricourt   |           | Réélu pour le mandat 2020-2026, |

### Politique de développement durable
Afin de lutter contre la déforestation, trente-deux arbres fruitiers ont été plantés 2021 par l'association Mémoire et avenir, avec des pommiers, de la mirabelle de Nancy et des noisetiers.

## Équipements et services publics
La salle des fêtes Marcel-Neudorff accueille des activuités périscolaires et associaitves.

### Enseignement
La commune dispose d'une école primaire et maternelle de 4 classes, située 6 rue Georges Clemenceau, qui accueille 97 élèves à la rentrée 2019/2020. L'éducation nationale souhaite le regroupement de l'école avec celle de Béthisy-Saint-Pierre,.
Les jeunes continuent leur scolarité au collège d'Aramont à Verberie ou au collège La Fontaine à Crépy-en-Valois, puis aux lycées de Crépy-en-Valois, de Compiègne ou de la Lacroix-Saint-Ouen.

### Justice, sécurité, secours et défense
En 2020, les communes de Béthisy-Saint-Pierre, Béthisy-Saint-Martin, Néry et Saintines ont décidé de se doter d'un service de police municipale intercommunal afin de lutter contre les incivilités.

## Population et société

### Démographie

#### Évolution démographique
L'évolution du nombre d'habitants est connue à travers les recensements de la population effectués dans la commune depuis 1793. Pour les communes de moins de 10 000 habitants, une enquête de recensement portant sur toute la population est réalisée tous les cinq ans, les populations de référence des années intermédiaires étant quant à elles estimées par interpolation ou extrapolation. Pour la commune, le premier recensement exhaustif entrant dans le cadre du nouveau dispositif a été réalisé en 2008.

En 2022, la commune comptait 992 habitants, en évolution de −9,9 % par rapport à 2016 (Oise : +0,87 %, France hors Mayotte : +2,11 %).
| 1793 | 1800 | 1806 | 1821 | 1831 | 1836 | 1841 | 1846 | 1851 |
| ---- | ---- | ---- | ---- | ---- | ---- | ---- | ---- | ---- |
| 672  | 743  | 823  | 868  | 890  | 844  | 850  | 872  | 814  |

| 1856 | 1861 | 1866 | 1872 | 1876 | 1881 | 1886 | 1891 | 1896 |
| ---- | ---- | ---- | ---- | ---- | ---- | ---- | ---- | ---- |
| 766  | 780  | 814  | 825  | 821  | 822  | 890  | 905  | 881  |

| 1901 | 1906 | 1911 | 1921 | 1926 | 1931 | 1936 | 1946 | 1954 |
| ---- | ---- | ---- | ---- | ---- | ---- | ---- | ---- | ---- |
| 885  | 913  | 920  | 877  | 909  | 885  | 821  | 795  | 799  |

| 1962 | 1968 | 1975 | 1982 | 1990  | 1999  | 2006  | 2008  | 2013  |
| ---- | ---- | ---- | ---- | ----- | ----- | ----- | ----- | ----- |
| 776  | 797  | 828  | 846  | 1 023 | 1 134 | 1 101 | 1 094 | 1 123 |

| 2018  | 2022 | - | - | - | - | - | - | - |
| ----- | ---- | - | - | - | - | - | - | - |
| 1 020 | 992  | - | - | - | - | - | - | - |

#### Pyramide des âges
La population de la commune est relativement jeune.
En 2018, le taux de personnes d'un âge inférieur à 30 ans s'élève à 34,5 %, soit en dessous de la moyenne départementale (37,3 %). À l'inverse, le taux de personnes d'âge supérieur à 60 ans est de 22,8 % la même année, alors qu'il est de 22,8 % au niveau départemental.
En 2018, la commune comptait 493 hommes pour 527 femmes, soit un taux de 51,67 % de femmes, légèrement supérieur au taux départemental (51,11 %).
Les pyramides des âges de la commune et du département s'établissent comme suit.
| Hommes | Classe d’âge | Femmes |
| ------ | ------------ | ------ |
| 0,8    | 90 ou +      | 0,8    |
| 5,1    | 75-89 ans    | 7,0    |
| 15,8   | 60-74 ans    | 15,9   |
| 24,9   | 45-59 ans    | 22,4   |
| 17,8   | 30-44 ans    | 20,3   |
| 16,2   | 15-29 ans    | 15,9   |
| 19,3   | 0-14 ans     | 17,6   |

| Hommes | Classe d’âge | Femmes |
| ------ | ------------ | ------ |
| 0,5    | 90 ou +      | 1,4    |
| 5,5    | 75-89 ans    | 7,6    |
| 15,6   | 60-74 ans    | 16,3   |
| 20,8   | 45-59 ans    | 20     |
| 19,4   | 30-44 ans    | 19,4   |
| 17,6   | 15-29 ans    | 16,2   |
| 20,6   | 0-14 ans     | 19,1   |

### Sports
La compagnie d'Arc a été constituée en 2013 par la fusion de la compagnie de de Béthisy-Saint-Pierre, créée en 1731 et de Béthisy-Saint-Martin, créée au moins depuis 1863. La compagnie joue en 2019 au niveau Bouquet provincial et ambitionne de pafrticiper au championnat de France Beursault à Pontoise.

## Culture locale et patrimoine

### Lieux et monuments
Béthisy-Saint-Martin compte trois monuments historiques sur son territoire ;
- Église Saint-Martin, rue de l'Église (classée monument historique en 1931[39]) : 
Régulièrement orientée, elle se compose d'une nef romane ce cinq travées du premier tiers du XIIe siècle ; de deux collatéraux de longueur identique dont celui du sud rebâti en 1811 ; d'un chœur de deux travées accompagnée également de deux collatéraux ; d'un clocher roman se dressant au-dessus de la dernière travée du bas-côté sud ; et d'un porche devant le portail occidental. 
Nef et chœur forment un vaisseau central continu de 32 m de long, tout comme le collatéral nord, qui dispose d'une toiture indépendante à bâtière sur toute sa longueur. Le collatéral sud est recouvert d'un toit en appentis à l'ouest du clocher, mais dispose également d'un toit indépendant à l'est du clocher, si bien que trois pignons se succèdent sur la façade du chevet, non visible depuis le domaine public. Les toits des bas-côtés cachent les petites fenêtres hautes que la nef possédait initialement. 
Sur la façade occidentale, le pignon du collatéral nord est tronqué. Le portail occidental en arc brisé est de style gothique et date du XIIIe siècle. Il est flanqué par deux ressauts successifs, dont les extrémités regardant la porte sont sculptés à la façon de colonnes, avec des chapiteaux en haut. 
Le porche a été ajouté au XVe siècle et présente également des chapiteaux remarquables. Toute la façade occidentale a également été remaniée, et ses grandes fenêtres sont dépourvues de remplage. La façade septentrionale est la plus intéressante ; elle présente les caractéristiques du XVe siècle avec trois fenêtres à deux lancettes à têtes tréflées et un portail latéral dans la seconde travée, dont le tympan est décoré d'un arrangement intéressant d'arcatures plaquées. L'élément le plus remarquable de l'église est son clocher à la flèche en pierre cantonnée de quatre pyramidons. Les faces de la flèche ne sont pas décorées, mais les arêtes qui les séparent retombent chacune sur une tête monstrueuse. Les murs du clocher sont scandés de multiples larmiers, et un cordon dents de scie sépare le premier du second étage. Alors que le premier étage n'est percé que d'une étroite baie romane, l'étage de beffroi est ajouré de deux baies plein cintre gémelées par face, retombant sur trois colonnettes à chapiteaux, surmontées de dents de scie, et subdivisées intérieurement en deux étroites arcatures plein cintre chacune, qui reposent également sur des colonnettes à chapiteaux. La plupart sont sculptés en feuillages, mais certains en têtes grimaçantes. 
À l'intérieur, les ogives de la première travée du chœur sont ornées de triangles excavées. Seul le collatéral nord est voûté d'ogives. Les autres vaisseaux étaient apparemment destinés à être voûtés, comme le montrent des culs-de-lampe de part et d'autre des pilastres posés devant les piliers carrés, qui devaient recevoir les ogives ou formerets. Les fonts baptismaux datent du XIIIe siècle[40],[22],[41].

- Ferme Sainte-Luce, chemin de Sainte-Luce, en écart (fenêtres de l'ancien manoir inscrites monument historique en 1949[42]) : 
d'origine très ancienne, elle comporte une maison forte qui aurait été bâtie en 1205 par Guy de Béthisy, et autrefois une chapelle dont les vestiges subsistaient encore au début du XIXe siècle. 
La ferme entre ensuite dans le temporel de l'abbaye de Chaalis, puis est vendue par l'abbé Milon à Guérin, évêque de Senlis, en 1227. 
La maison forte se compose d'un bâtiment principal, de plan rectangulaire et à un seul étage, avec une salle unique par niveau, et d'une aile secondaire plus étroite attenante à la maison au sud-est. Cette aile comporte l'escalier et abritait vraisemblablement la chambre seigneuriale. Le rez-de-chaussée du bâtiment principal est recouvert de quatre voûtes d'ogives s'appuyant sur un pilier cylindrique au centre. La grande salle de l'étage présente trois fenêtres romanes particulièrement remarquables, une dans le mur pignon au sud, et deux à l'ouest. Sous une archivolte plein cintre reposant sur des colonnettes à chapiteaux, se trouve un tympan à deux arcatures trilobées en bas-relief, reposant sur trois colonnettes à chapiteaux[43],[22].
- Château de la Mothe, rue de Crépy / RD 123, en écart (inscrit monument historique en 1986[44]).

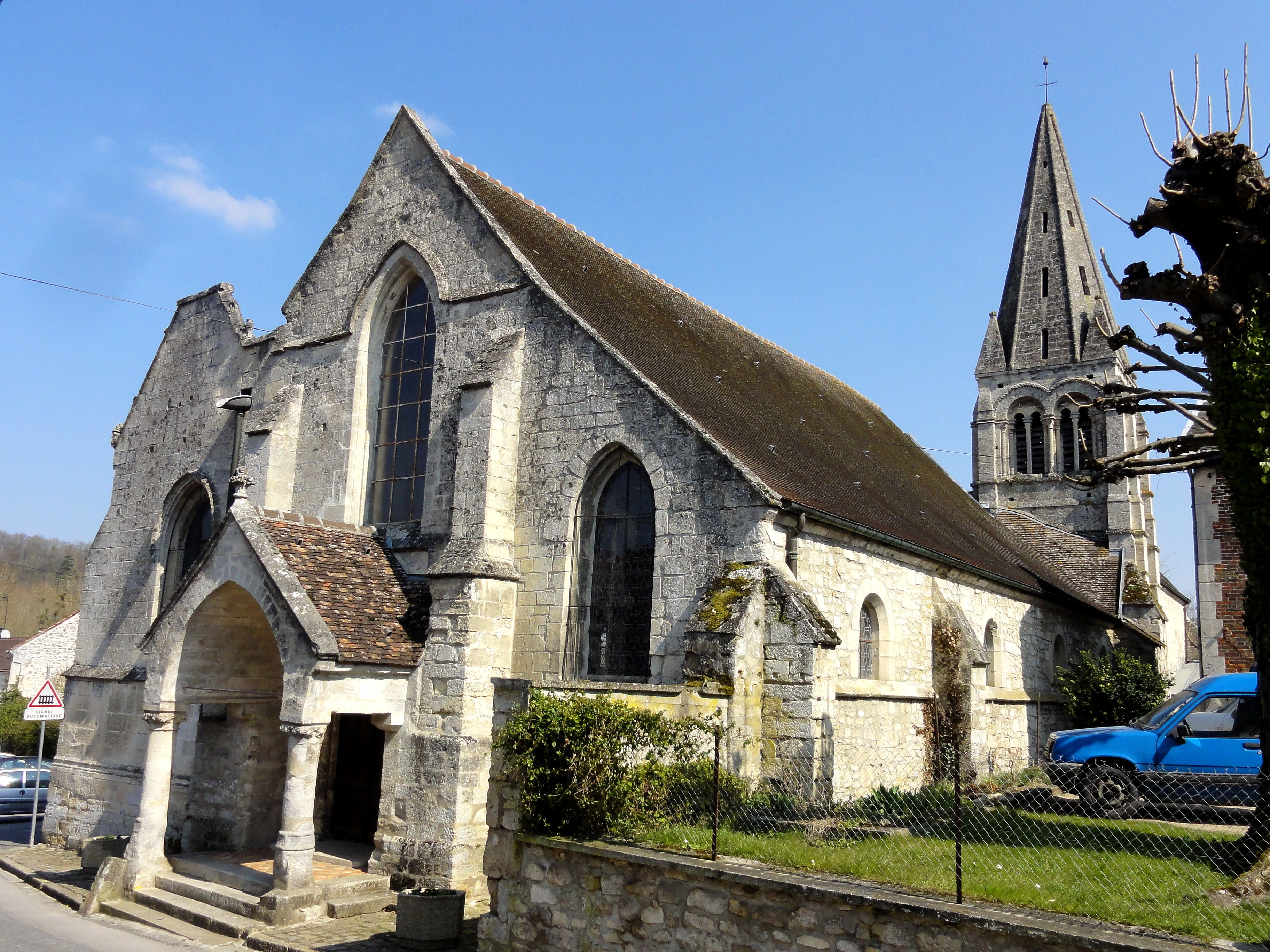
Église Saint-Martin.
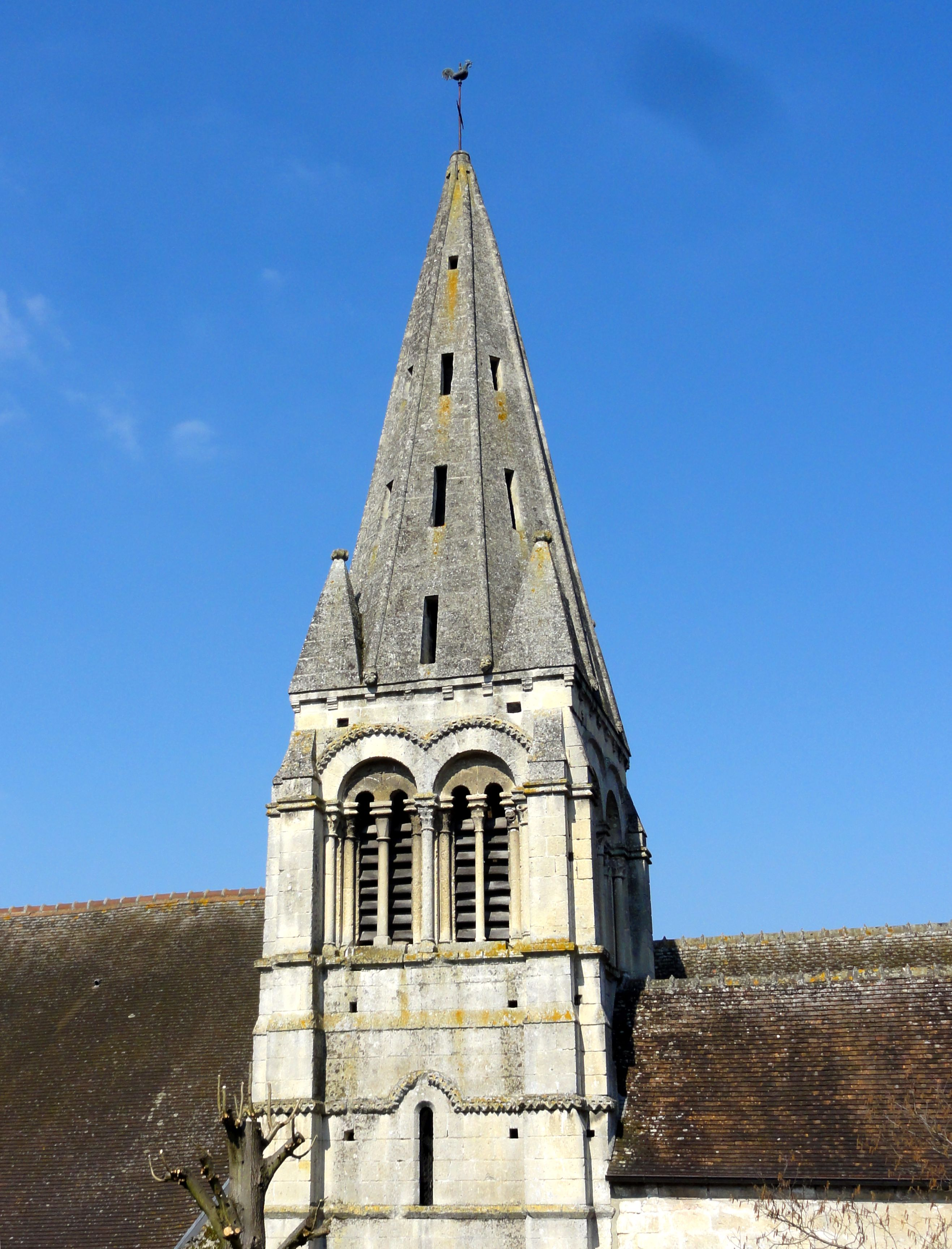
Clocher de l'église.
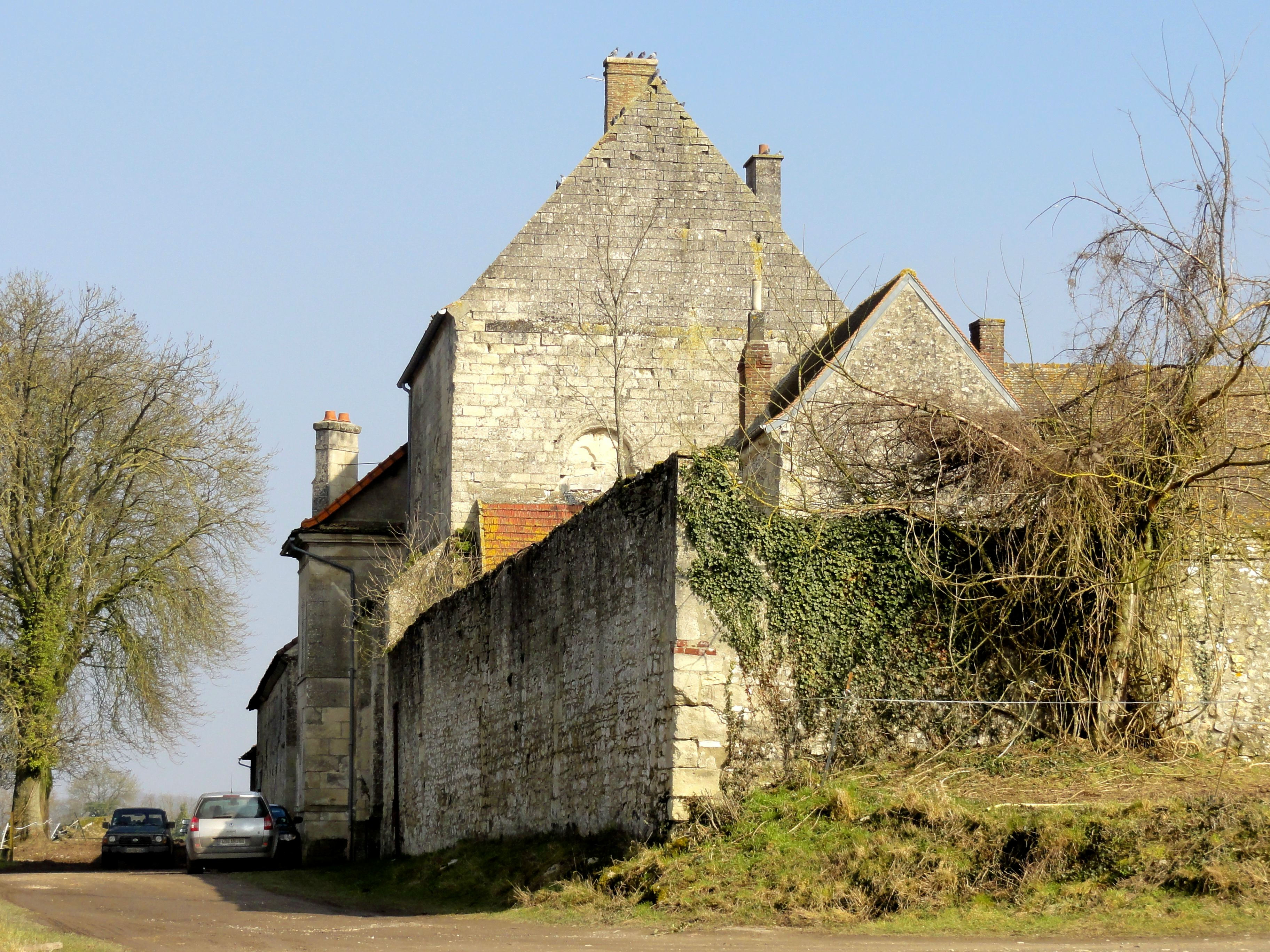
Ferme Sainte-Luce.
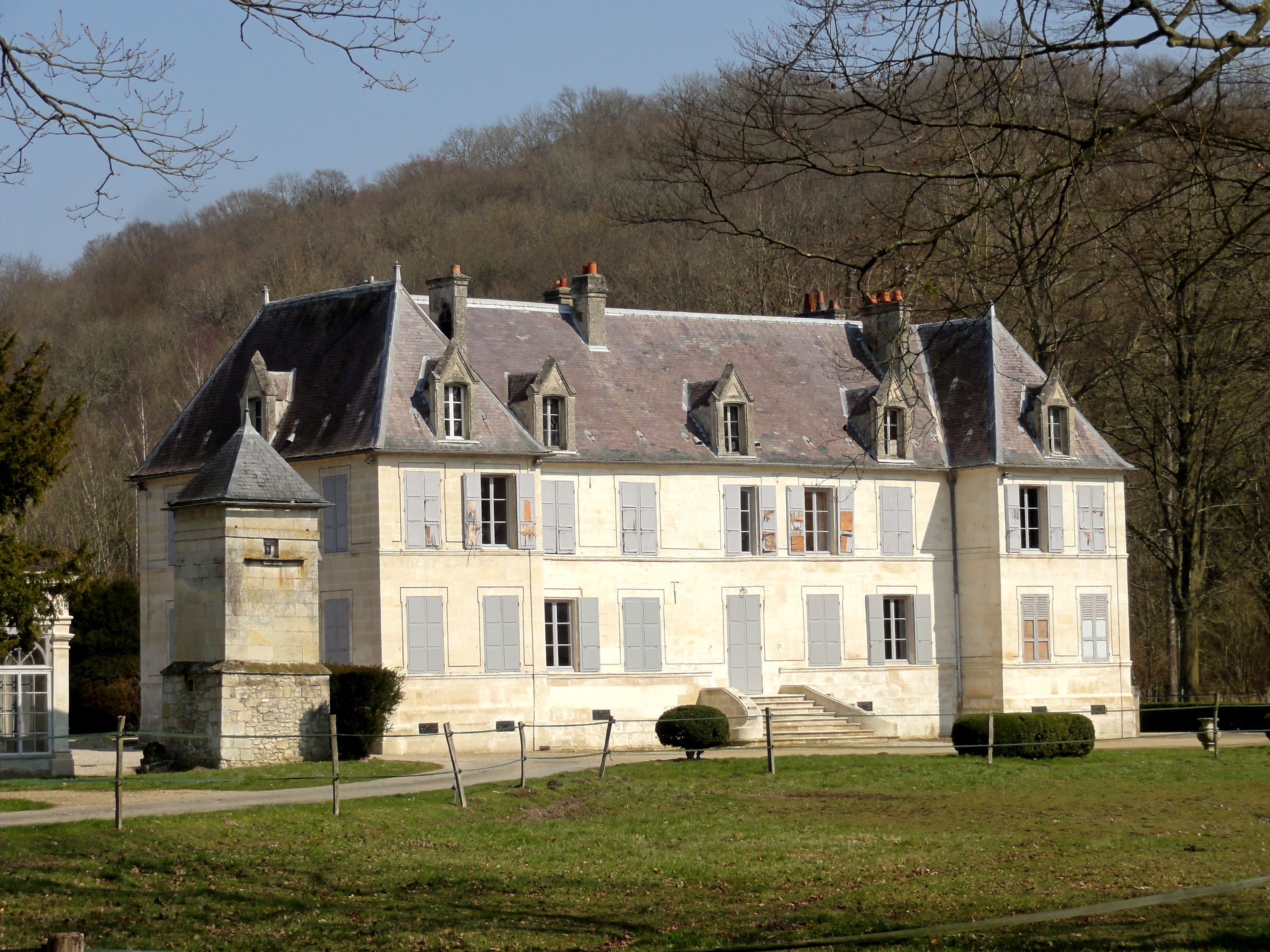
Château de la Mothe.

On peut également signaler : 
- Ancien lavoir, rue Gérard de Seroux
- Ancien presbytère, rue de l'église
- Jeu d'arc

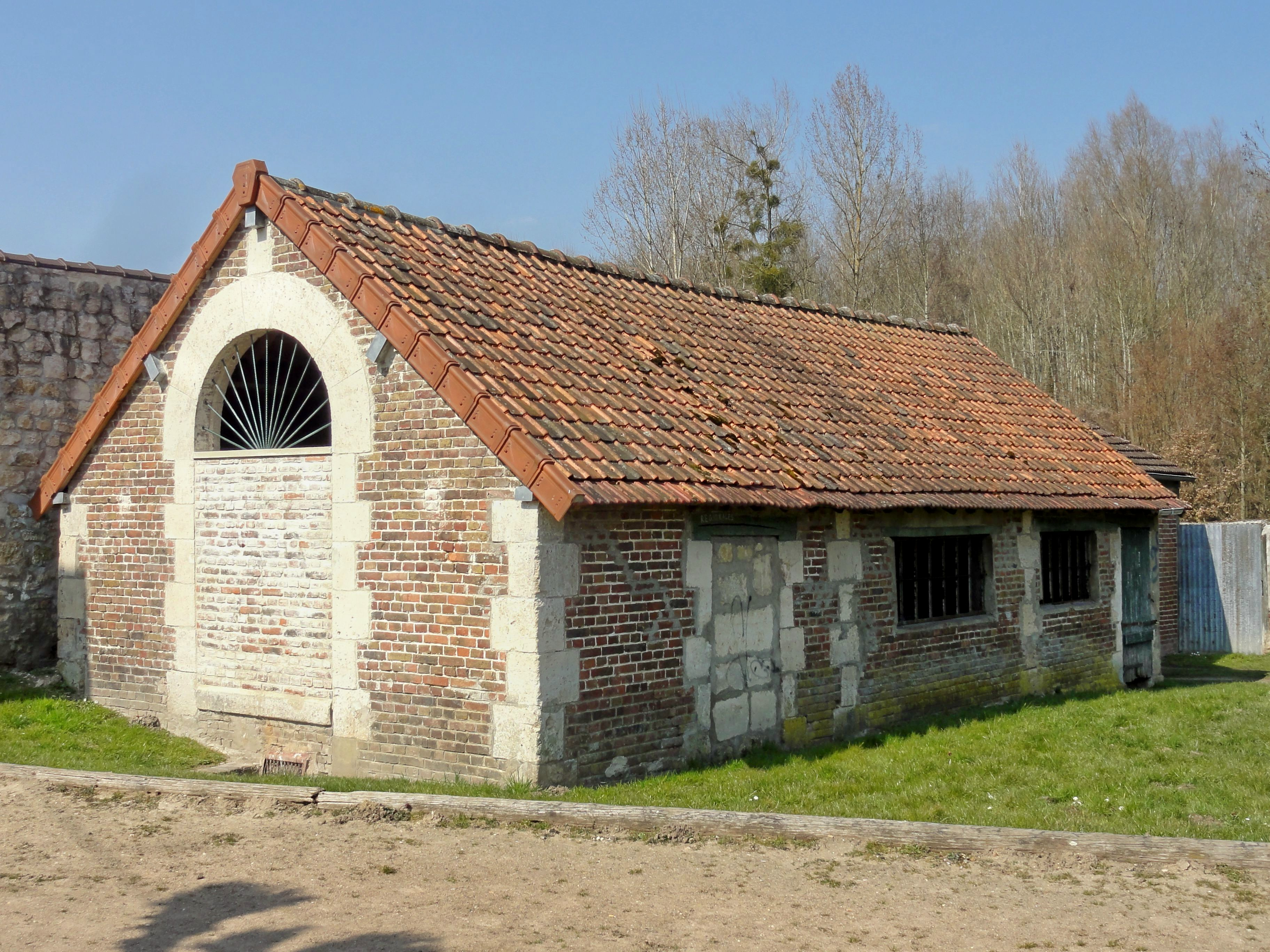
L'ancien lavoir
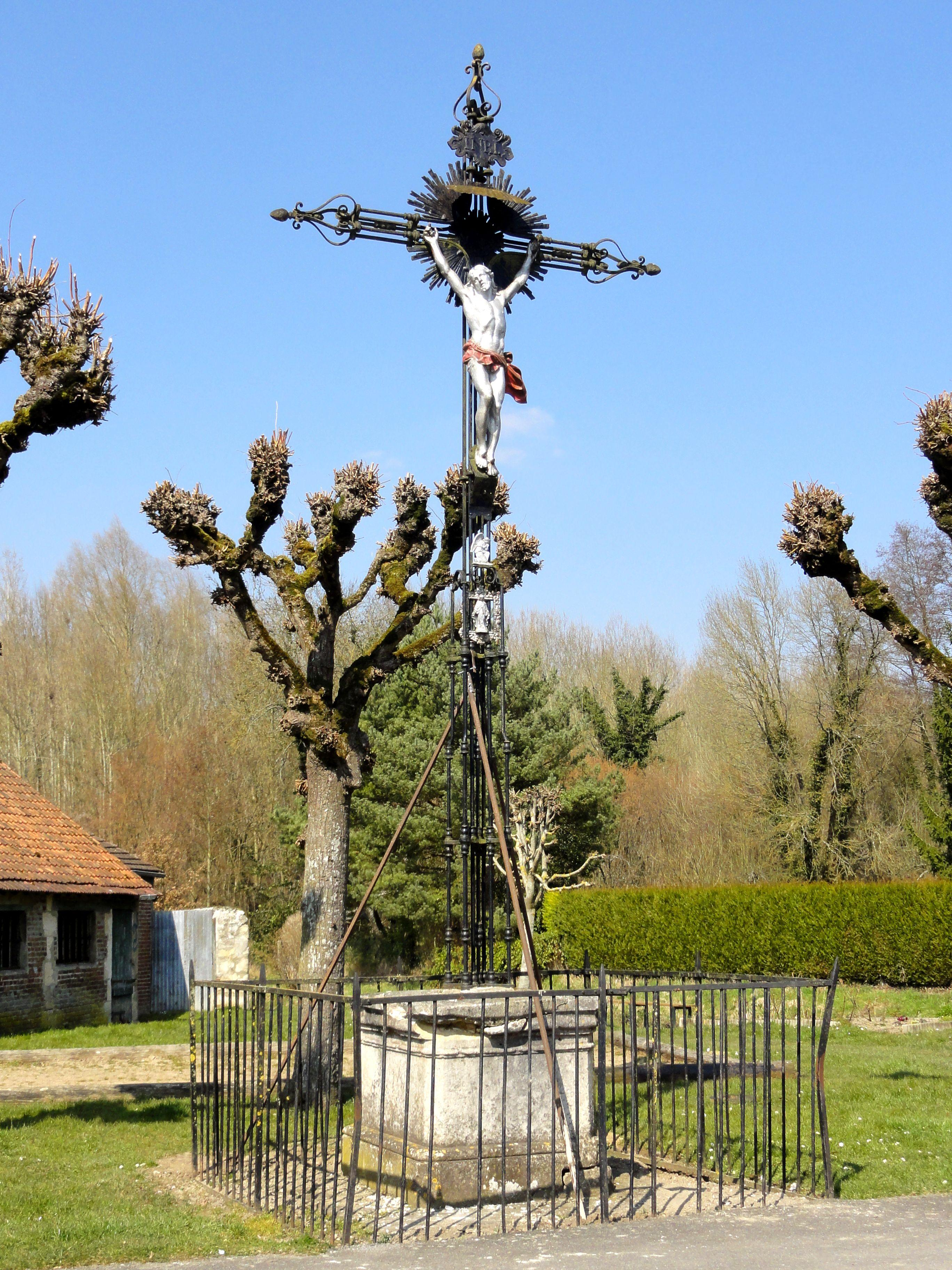
Calvaire, rue Gérard de Seroux
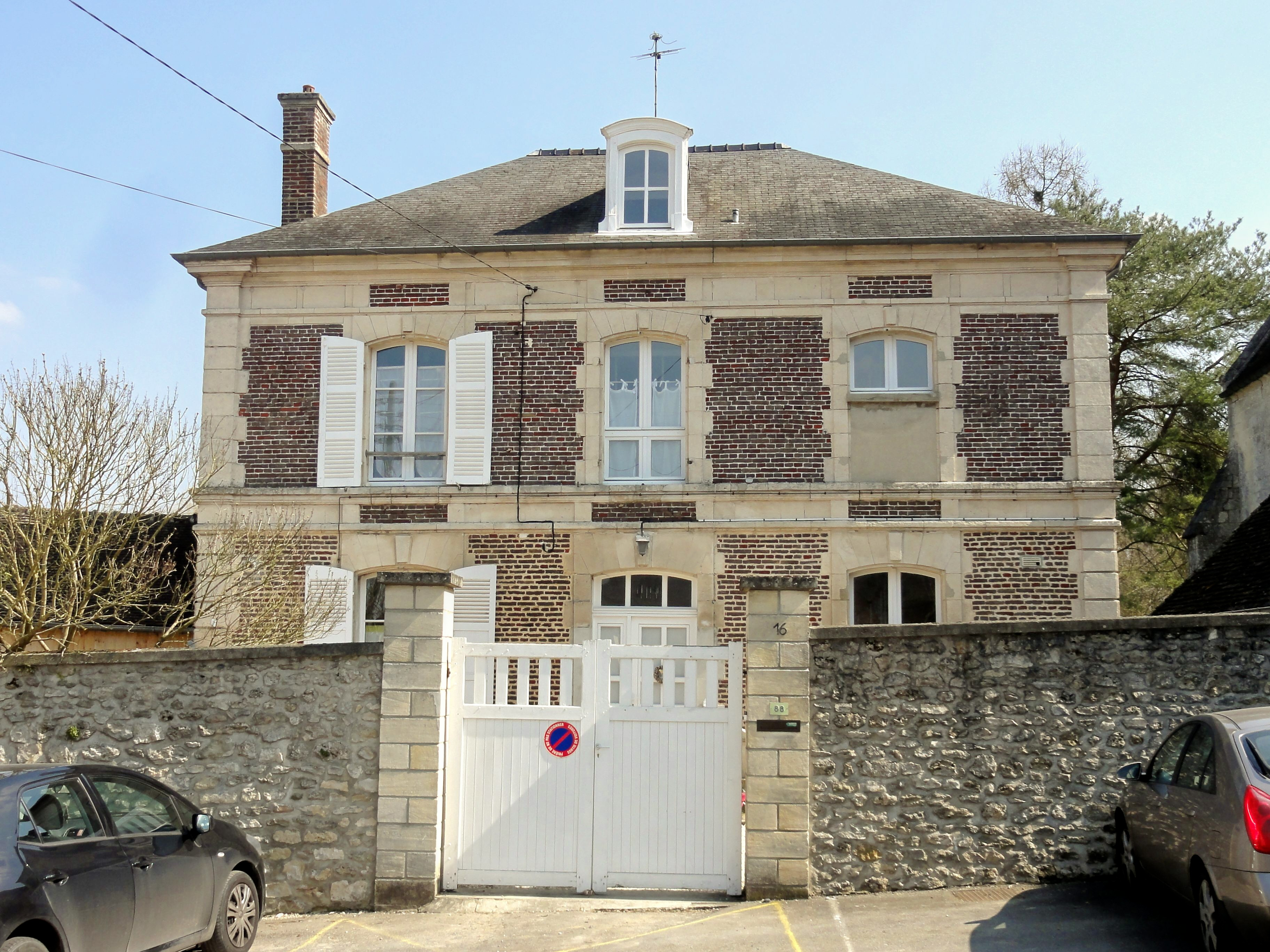
Ancien presbytère

### Héraldique
| Blason de Béthisy-Saint-Martin | Blason  | Écartelé: aux 1er et 4e de gueules au panier d'or, aux 2e et 3e d'azur à l'arc d'or, posé en bande, le repose-flèche de gueules, les deux arcs ajusté d'une flèche d'or empennée de gueules, les points dirigées vers l'abîme. |
| Blason de Béthisy-Saint-Martin | Détails | Le statut officiel du blason reste à déterminer. |